# TJ Sokol Malé Hoštice
TJ Sokol Malé Hoštice (celým názvem: Tělovýchovná jednota Sokol Malé Hoštice) byl československý klub ledního hokeje, který sídlil v Malých Hošticích v Moravskoslezském kraji. Klub byl založen v roce 1933, tým se zúčastnil například v padesátých letech v turnaji o Kotasův pohár. Na začátku šedesátých let bylo postaveno nové kluziště nedaleko fotbalového hřiště, které klub využíval na své zápasy do poloviny šedesátých let, kdy bylo nařízeno svazem odehrát všechny své zápasy na zimních stadionech s umělým ledem. V roce 1966 vyhrál okresní přebor a přes baráže postoupili do Severomoravského krajského přeboru (1. B třída). V následujícím ročníku opět dokázali soutěž vyhrát a rovnou postoupili do Severomoravského oblastního přeboru (1. A třída). Po reorganizací soutěži v roce 1969 byl Sokol Malé Hoštice přemístěny z oblastního krajského přeboru do hokejové divize skupiny F. Pouze jednu sezonu strávili v hokejové divize (třetí nejvyšší soutěž), v ročníku 1969/70 skončili na 6 místě. Z finančních důvodu do sezony 1970/71 nevkročili do hokejové divize. V polovině sedmdesátých let musel klub z finančních důvodů ukončit činnost.

## Přehled ligové účasti
Stručný přehled
Zdroj: 
- 1965–1966: Okresní přebor (5. ligová úroveň v Československu)
- 1966–1967: Severomoravský krajský přebor (4. ligová úroveň v Československu)
- 1967–1969: Severomoravský oblastní přebor (3. ligová úroveň v Československu)
- 1969–1970: Hokejové divize sk. F (3. ligová úroveň v Československu)

Jednotlivé ročníky
Legenda: ZČ - základní část, červené podbarvení - sestup, zelené podbarvení - postup, fialové podbarvení - reorganizace, změna skupiny či soutěže
| Československo (1962 – 1969) |                                |           |          |                                          |                       |
| Sezóny                       | Soutěž                         | Úroveň    | ZČ       | Play-off, nadstavba, sk. o udržení...    | Poznámky              |
| 1965/66                      | Okresní přebor                 | 5. úroveň | 1. místo | Kvalifikace o 2. ligu – sk. C (2. místo) | Postup                |
| 1966/67                      | Severomoravský krajský přebor  | 4. úroveň | 1. místo |                                          | Postup                |
| 1967/68                      | Severomoravský oblastní přebor | 3. úroveň | 9. místo |                                          |                       |
| 1968/69                      | Severomoravský oblastní přebor | 3. úroveň |          |                                          | Reorganizace          |
| 1969/70                      | Hokejová divize sk. F          | 3. úroveň | 6. místo |                                          | Odstoupení ze soutěže |